# Халиков, Альфред Хасанович
Альфре́д Хаса́нович Ха́ликов (30 мая 1929, дер. Курманаево, Чистопольский кантон, Татарская АССР — 24 июля 1994, Казань, Республика Татарстан, Россия) — советский и российский историк и археолог, автор трудов по истории татарского народа. Доктор исторических наук (1966), профессор, заслуженный деятель науки Татарской АССР (1974).

## Биография
Сын Хасана Сабитовича Халикова (1904—1947) — математика, позднее доцента КГУ. Родился 30 мая 1929 года в деревне Курманаево Чистопольского кантона Татарской АССР. В 1947 году после окончания средней школы в г. Казани поступил на историко-филологический факультет Казанского государственного университета, который с отличием окончил в 1952 году.
Ещё студентом в 1951 году был принят на работу в Институт языка, литературы и истории Казанского филиала АН СССР, где он прошёл путь от лаборанта до доктора наук, профессора и более 30 лет возглавлял отдел археологии и этнографии. Вторым родным домом стал для А. Х. Халикова университет, где он долгие годы читал лекции по общему курсу археологии и спецкурс «Этногенез народов Среднего Поволжья и Приуралья», руководил курсовыми и дипломными работами, студенческим археологическим кружком.
В 1955 году защитил кандидатскую диссертацию «История населения Казанского Поволжья в эпоху бронзы», а в 1966 году — докторскую диссертацию «Среднее Поволжье в эпоху камня и бронзы».
Благодаря его энергии в Казанском университете был воссоздан археологический музей.
Дети: Елена — юрист; Наиль (1951—2021) — этнограф; Диляра — юрист.

## Память
В честь Альфреда Халикова названа улица в Казани и мемориальная аудитория Казанского университета.
C 2014 года имя А. Х. Халикова носит обособленное структурное подразделение Академии наук Республики Татарстан — «Институт археологии им. А. Х. Халикова»

## Звания и награды
- член-корреспондент АН РТ (1992)
- заслуженный деятель науки Татарской АССР (1974)
- лауреат Государственной премии Республики Татарстан в области науки и техники (1994, посмертно)[6]

## Основные работы
- Калинин Н. Ф., Халиков А. Х. Итоги археологических работ за 1945—1952 гг. — Казань: Таткнигоиздат, 1954 — (Труды Казанского филиала. Серия исторических наук).
- Материалы к изучению истории населения Среднего Поволжья и Нижнего Прикамья в эпоху неолита и бронзы. — Йошкар-Ола: Марийское книжное издательство, 1960. — (Труды Марийской археологической экспедиции; т. 1).
- Памятники абашевской культуры в Марийской АССР // Абашевская культура в Среднем Поволжье. — М.: Издательство Академии наук СССР, 1961. — С. 157—226. — (Материалы и исследования по археологии СССР; № 97).
- Очерки истории населения Марийского края в эпоху железа // Железный век Марийского края. — Йошкар-Ола: Марийское книжное издательство, 1962. — С. 7—187. — (Труды [ФАН1] Марийской археологической экспедиции; т. 2).
- Генинг В. Ф., Халиков А. Х. Ранние болгары на Волге: (Больше-Тарханский могильник). — М.: Наука, 1964.
- Герасимова М. М., Лебединская Г. В., Халиков А. Х. Пепкинский курган: (Абашевский человек). — Йошкар-Ола: Марийское книжное издательство, 1966. — (Труды Марийской археологической экспедиции; т. 3).
- Халиков А. Х. Древняя история Среднего Поволжья / АН СССР. Ин-т языка, литературы и истории им. Г. Ибрагимова. — М.: Наука, 1969. — 396 с. — 1850 экз.
- Бадер О. Н., Халиков А. Х. Памятники балановской культуры. — М.: Наука, 1976. — (Археология СССР. Свод археологических источников; вып. В1-25).
- Волго-Камье в начале эпохи раннего железа (VIII—VI вв. до н. э.). М.: Наука, 1977. 264 с.;
- Происхождение татар Поволжья и Приуралья. Казань, 1978. 160 с.;
- Приказанская культура М.: Наука, 1980. 128 с. (Археология СССР. Свод археологических источников. Вып. 1-24);
- Патрушев В. С., Халиков А. Х. Волжские ананьинцы (Старший Ахмыловский могильник). М.: Наука, 1982. 277 с.;
- Казань в памятниках истории и культуры / А. Х. Халиков [и др.]. — Казань : Татарское книжное издательство, 1982.
- Татарский народ и его предки. Казань: Татарское книжное издательство, 1989. 220 с.;
- Буртасы и их историко-археологическое определение // Вопросы этнической истории Волго-Донья в эпоху средневековья и проблема буртасов. Пенза, 1990. С. 88—97[7];
- Основы этногенеза народов Среднего Поволжья и Приуралья. Ч. 1: Происхождение финноязычных народов: учебное пособие. — Казань : Издательство Казанского университета, 1991.
- 500 русских фамилий булгаро-татарского происхождения. — Казань: [б. и.], 1992.
- Халиков А. Х. Монголы, татары, Золотая Орда и Булгария / АН Татарстана. — Казань: Фэн, 1994. — 168 с.
- Моця А. П., Халиков А. Х. Булгар — Киев: пути — связи — судьбы. — Киев : [б. и.], 1997.
- Основы этногенеза народов Среднего Поволжья и Приуралья. — Казань : Фолиант; Институт истории им. Ш. Марджани АН РТ, 2011. — (Bibliotheca Tatarica).
- Халиков А. Х., Халикова Е. А. Ранние венгры на Каме и Урале (Больше-Тиганский могильник). — Казань: Фəн, 2018. — (Археология евразийских степей; вып. 25).